# Jeginov Lug
Jeginov Lug är en ort i Bosnien och Hercegovina.   Den ligger i entiteten Federationen Bosnien och Hercegovina, i den östra delen av landet, 70 km nordost om huvudstaden Sarajevo. Jeginov Lug ligger 236 meter över havet och antalet invånare är 151.
Terrängen runt Jeginov Lug är kuperad österut, men västerut är den platt.Runt Jeginov Lug är det ganska tätbefolkat, med 67 invånare per kvadratkilometer.. Närmaste större samhälle är Tuzla, 14,4 km nordväst om Jeginov Lug. 
I omgivningarna runt Jeginov Lug växer i huvudsak lövfällande lövskog.